# Kurt Walcher
Kurt Walcher (* 23. Oktober 1891 in Stuttgart; † 20. März 1973 in Dießen am Ammersee) war ein deutscher Rechtsmediziner und Hochschullehrer.

## Leben
Kurt Walcher war der Sohn eines Landrichters. Seine Schullaufbahn verbrachte er an der Lateinschule Blaubeuren und den Evangelischen Seminaren Maulbronn und Blaubeuren und bestand das Abitur 1909 in Reutlingen. Danach leistete er seine n Militärdienst ab und absolvierte ein Medizinstudium an den Universitäten München, Freiburg, Kiel, Erlangen und schloss es in München ab. Während des Ersten Weltkrieges befand sich Walcher durchgehend im Sanitätsdienst, anfangs im Festungslazarett Ulm und zuletzt als Truppenarzt. Mit beiden Klassen des Eisernen Kreuzes sowie dem Ritterkreuz II. Klasse des Friedrichs-Ordens mit Schwertern ausgezeichnet, wurde er nach Kriegsende aus der Armee entlassen.
Noch im Krieg 1917 approbiert war er während seiner Assistenzarztzeit 1919 an der Heil- und Pflegeanstalt Schüssenried und 1920/21 am PathologischenInstitut des Stubenrauch Krankenhauses in Berlin-Lichtenberg tätig. Danach war für zehn Jahre als Assistent am Gerichtlich-medizinischen Institut der Universität München beschäftigt. Während dieser Zeit bestand er 1923 das bayerische Physikatsexamen, habilitierte sich 1927 für Gerichtliche Medizin und erhielt eine Zulassung als Sachverständiger.
Er erhielt 1932 an der Universität Halle ein persönliches Ordinariat für Gerichtliche Medizin und leitete als Direktor das Institut für Gerichtliche und soziale Medizin.
Nach der Machtübergabe an die Nationalsozialisten wurde Walcher Anfang Mai 1933 Mitglied der NSDAP (Mitgliedsnummer 2.187.041) und trat des Weiteren den NS-Organisationen NS-Lehrerbund, NS-Ärztebund, des NS-Altherrenbundes und der NSV bei. Er wurde 1933 zum Mitglied der Sektion Gerichtliche Medizin der Deutschen Akademie der Naturforscher Leopoldina gewählt. Von Mai 1935 bis September 1936 war er Dekan der Medizinischen Fakultät in Halle. 1935 wurde er Ratsherr in Halle.
Walcher folgte 1936 einem Ruf an die Universität Würzburg, wo er als Direktor dem örtlichen Institut für Gerichtliche und soziale Medizin vorstand. Von 1938 bis 1943 war er Leiter der Dozentenschaft und Dozentenbundführer an der Universität Würzburg. Gemeinsam mit Berthold Mueller verfasste er 1938 das Werk Gerichtliche und soziale Medizin. Das Werk sollte laut dem Vorwort, „dem Studenten und Arzt ein Buch […] übergeben, in dem die Anschauungen des nationalsozialistischen großdeutschen Reiches in Beziehung gesetzt werden zu den medizinischen Gebieten des Fachs“.
Nach dem Ende des Zweiten Weltkrieges wurde er im Juli 1945 durch die amerikanische Militärregierung seines Hochschulamtes enthoben. Im November 1949 übernahm er die Stellvertretung des Landgerichtsarztes in Amberg und im Oktober 1950 den Posten des Landgerichtsarztes beim Landgericht München II. Walcher wurde 1956 in den Ruhestand versetzt.

## Schriften (Auswahl)
- Gerichtsärztliche Diagnostik und Technik, besonders auf dem Gebiete der behördlichen Sektion, Hirzel, Leipzig 1936 (zusammen mit Hermann Merkel)
- Gerichtliche und soziale Medizin einschließlich des Ärzterechts: Ein Lehrbuch für Studenten und Ärzte, J. F. Lehmanns Verlag, München/Berlin 1938 (zusammen mit Berthold Mueller)
- Das Neugeborene in forensischer Hinsicht, Springer Berlin 1941, (Herausgeber: Walcher, K., Meixner, K., Merkel, H., Schneider, Ph.; Timm, Fr., Zangger, H.)
- Leitfaden der gerichtlichen Medizin: Mit einem Anh. gesetzlicher Bestimmungen, Urban & Schwarzenberg, München/Berlin 1950
- Gerichtliche Medizin für Juristen und Kriminalisten : 24 Vorlesungen, Arbeitsgemeinschaft medizin. Verl., Barth, Leipzig 1950
- Die Blutprobe im Vaterschaftsprozess, Heymann, Köln/Berlin 1957